# DBAG Class 425
Class 425 і Class 426 — клас електропоїздів (EMU), створених консорціумом Siemens, Bombardier і DWA, і експлуатуються DB Regio в Німеччині. 
Випускався в 1998–2004 рр. для Deutsche Bahn.
Було випущено 156 потягів. 
По суті, вони мають однакову конструкцію вагона, але EMU класу 425 складається з чотирьох вагонів, тоді як EMU класу 426 має лише два вагони.
Вони майже ідентичні DBAG Class 424, який використовувався в мережі Ганноверського S-Bahn. 
Відрізняється від зовнішньо дуже схожого потягу Class 426, серед іншого, висотою входу, дещо іншою формою голови, зменшеною кількістю дверей (двоє замість трьох з кожного боку вагона) і наявністю туалету. 
Він також виробляється в масштабі HO кількома виробниками моделей залізниць.

## Опис
Це потужний, легкий транспортний засіб із високим прискоренням для перевезень на короткі та середні відстані з частими зупинками. 
Алюмінієва надбудова створена якомога пласкіше, щоб мінімізувати опір і полегшити автоматизоване очищення. Прискорення досягається шляхом розподілу тягових двигунів між вісьмома з десяти осей поїзда, включно два з трьох візків Якобса.